# Петров, Валерий Станиславович
Валерий Станиславович Петров (род. 14 февраля 1966) — российский финансовый аналитик, топ менеджер.
Независимый член наблюдательного совета Банк ВТБ, член комитета по стратегии и корпоративному управлению, член комитета по аудиту, член комитета по кадрам и вознаграждениям.  В 2008 году, работая генеральным директором компании «Ингосстрах-Инвестиции», занял 10 место в рейтинге руководителей финансового сектора России, по версии газеты Коммерсант и Ассоциации менеджеров.

## Образование
- Военно-космическая академия имени А. Ф. Можайского, программист-математик, (1988)[1].
- Тверской государственный технический университет, экономист (1996)[1].
- Московский государственный открытый университет, юрист (1999)[1].
- Сертифицированный международный инвестиционный аналитик (Chartered Financial Analyst), (2004)[источник не указан 4759 дней].
- Кандидат экономических наук (2001)[1].

## Карьера
В 1994—1997 годах возглавлял Центр обеспечения и учета фондовых операций банковской группы «СБС».
В 1997—1999 годах работал в должности генерального директора инвестиционной компании ЗАО «Управляющая компания Альянс» (см. Группа Альянс), дочерней фирмы американской Alliance capital management corporation.
В 1999—2000 годах являлся советником генерального директора ММВБ.
С 2000 года работал директором конъюнктурно-аналитического департамента Банка МФК[уточнить], а затем Директор Конъюнктурно-аналитического департамента АКБ «Росбанк».
В 2003—2006 годах — заместитель генерального директора Московской межбанковской валютной биржи.
В 2006—2007 годах — главный управляющий директор Управляющей компании «Альфа-Капитал».
С июня 2007 года по сентябрь 2008 года — генеральный директор УК «Ингосстрах-Инвестиции».

## Общественная работа
- С 1996 — Член Совета Директоров Профессиональной ассоциации регистраторов, трансферагентов и депозитариев (ПАРТАД)[1][5].
- C 2005 — Председатель Наблюдательного совета НОА «Ассоциация распространителей финансово-экономической информации» (АРФИ)[1].
- С 2005 — Член Правления Гильдии инвестиционных и финансовых аналитиков (ГИФА)[1].
- С 2008 — Советник руководителя Комитета по собственности Государственной Думы Федерального собрания РФ (Госдума)[6]
- С 2011 — Заместитель генерального директора Института развития финансовых рынков[7].
- С 2011 — Автор курсов и семинаров, ведет профессорско-преподавательскую Архивная копия от 1 октября 2020 на Wayback Machineдеятельность (недоступная ссылка) в Национальном исследовательском университете Высшая школа экономики[6] .

## Награды
- 2004 — Диплом Лауреата Рейтинга «100 самых профессиональных карьер в бизнесе и власти»[8].
- 2005 — Диплом Лауреата Рейтинга «200 самых профессиональных коммерческих директоров России»[8].
- 2007 — Диплом Лауреата Премии «За личный вклад в развитие рынка ценных бумаг»[9].
- 2008 — Диплом Лауреата Рейтинга «Топ-1000 российских менеджеров»[10].